# Giovanni Canova
Giovanni Canova (Canicattì, Sicília, 27 de juliol de 1880 - Torí, 28 d'octubre de 1960) va ser un tirador d'esgrima italià que va competir en els anys posteriors a la Primera Guerra Mundial.
El 1920 va prendre part en els Jocs Olímpics d'Anvers, on disputà dues proves del programa d'esgrima. En la competició d'espasa per equips guanyà la medalla d'or, mentre en la d'espasa individual quedà eliminat en sèries.
Quatre anys més tard, als Jocs de París, disputà una sola prova del programa d'esgrima, la d'espasa per equips, en què guanyà la medalla de bronze.